# Andreï Kolesnikov (général)
Pour les articles homonymes, voir Kolesnikov.
Andreï Borissovitch Kolesnikov (en russe : Андрей Борисович Колесников ; en ukrainien : Андрій Борисович Колесников), né le 6 février 1977, est un militaire de l'armée de terre russe, avec le grade de major-général.

## Biographie
Andreï Kolesnikov est né dans le village d'Oktiabrskoïé (en russe : Октя́брьское) près de Povorino, dans l'oblast de Voronej. S'engageant dans l'Armée de terre russe en 1998, il est diplômé de l'école des chars de Kazan (ru) (à Tcheliabinsk) en 1999, puis de l'Académie interarmes en 2008 et enfin de l'Académie d'état-major en 2020 à Moscou.
Élevé au grade de major-général, il est nommé commandant de la 29e armée combinée en décembre 2021, théoriquement dépendante du district militaire est et casernée dans le kraï de Transbaïkalie, mais dont les éléments les plus opérationnels sont alors déployés en Biélorussie pour les manœuvres Vostok-2022.
Le 11 mars 2022, selon le ministre ukrainien de la Défense, Kolesnikov est tué durant l'invasion russe de l'Ukraine, ce qui en ferait le deuxième général russe tué (après Andreï Soukhovetski). Sa mort n'est cependant pas confirmée par la Russie et le 16 février 2023, Kolesnikov est photographié en train d'examiner un hôpital de campagne en Biélorussie. Il participe aussi à une interview avec Vladimir Soloviev le 14 mars 2023.